# Zapteryx xyster
Zapteryx xyster é uma espécie de peixe da família Rhinobatidae.
Pode ser encontrada nos seguintes países: Colômbia e Panamá.
Os seus habitats naturais são: recifes de coral.